# Christopher Coenen
Pour les articles homonymes, voir Coenen.
Christopher Coenen est un sociologue allemand, travaillant à l'Institut de technologie de Karlsruhe. Ses travaux portent sur les aspects éthiques de la biotechnologie et sont axés sur les aspects sociaux, politiques, culturels et philosophiques des nouvelles technologies de l'information et de la communication, des nanotechnologies et du thème de l'« amélioration de l'homme », notamment le transhumanisme.

## Carrière
Après avoir étudié à Heidelberg et à Berlin, Christopher Coenen est membre du personnel de l'Institut d'évaluation des technologies et d'analyse des systèmes (Institut für Technikfolgenabschätzung und Systemanalyse, ITAS), qui fait désormais partie de l'Institut de technologie de Karlsruhe, depuis 2003. Travaillant d'abord au Bureau d'évaluation des technologies du Bundestag allemand (TAB), il a participé à de nombreux projets sur les aspects sociaux et philosophiques, notamment des nanotechnologies, des technologies de l'information et de la communication, des neurosciences et des biotechnologies.
Après s'être installé à Karlsruhe en 2009, Coenen a concentré ses travaux sur les sujets des nanotechnologies et de l'« amélioration de l'homme » ainsi que sur les neurotechnologies, les prothèses et d'autres domaines où la délimitation entre l'homme et la technologie est de plus en plus marquée. Sur le thème de l'"Human Enhancement", il a travaillé depuis Karlsruhe, entre autres, en tant que responsable général d'un projet commandé par le Parlement européen (STOA), en tant que membre du groupe de pilotage du projet EPOCH financé par la Commission européenne et en tant qu'"expert du KIT", c'est-à-dire en tant que personne de contact thématique centrale du KIT pour les médias et le public, ce qu'il est encore aujourd'hui. En outre, Coenen s'est concentré sur le thème de la biologie synthétique dans plusieurs projets, notamment en tant que coordinateur du projet de dialogue de l'UE SYNERGENE (2013-2017).
Il travaille actuellement, entre autres, en tant que coordinateur collaboratif du projet de recherche transnational FUTUREBODY, qui a débuté en juillet 2018 et est financé en Allemagne par le BMBF, et qui porte sur l'avenir du corps humain à la lumière des progrès scientifiques et technologiques, et notamment neurotechnologiques. Dans le cadre du projet national INOPRO du BMBF, Coenen dirige un sous-projet qui traite, entre autres, de l'acceptation par les utilisateurs, de la participation et des aspects éthiques des membres prothétiques et de l'interface cerveau-ordinateur qui seront développés dans le cadre d'INOPRO.
Parmi ses nombreuses activités éditoriales, il dirige la rédaction de la revue "NanoEthics : Studies of New and Emerging Technologies" (Springer). Il est également membre du conseil d'administration de la "Society for the Studies of New and Emerging Technologies (S.NET)" et corédacteur de la série de livres allemand-anglais "Technikzukünfte, Wissenschaft und Gesellschaft" (Springer VS).

## Publications
- Harro van Lente, Christopher Coenen, Torsten Fleischer, Kornelia Konrad, Lotte Krabbenborg, Colin Milburn, François Thoreau et Torben Zülsdorf, Expansions of nanotechnology, 2012[3].
- (en) Christopher Coenen et Gerhard Banse (dir.), Assessing Societal Implications of Converging Technological Development, Berlin, édition Sigma, 2007, 1re éd., 141–172 p. (ISBN 978-3-89404-941-6, OCLC 198816396, présentation en ligne), « Utopian Aspects of the Debate on Converging Technologies ».
- avec Arianna Ferrari, Armin Grunwald, Arnold Sauter : Animal Enhancement – Neue technische Möglichkeiten und ethische Fragen, « Contributions à l'éthique et à la biotechnologie » (Beiträge zur Ethik und Biotechnologie) Volume 7, 2010.